# Навричевский, Григорий Лазаревич
Григорий Лазаревич Навричевский — фотокорреспондент, фотохудожник, заслуженный работник культуры Украины, заслуженный журналист Украины.

## Биография
Родился 30 апреля 1928 года в Донецке в семье служащих.
В 1944 году начал работать фотолаборантом, а после фотографом. Сотрудничал с областными и республиканскими газетами и журналами. В 1947 году стал фотокорреспондентом газеты «Сталинское пламя». В 1954 году стал постоянным внештатным фотокорреспондентом журнала «Украина». В 1973 году устроился в газету «Вечерний Донецк», в которой проработал до пенсии. В течение десяти лет состоял в штате газеты «Донецкий кряж». Также Навричевский сотрудничал с другими средствами массовой информации («Правда», «Известия», «Комсомольская правда», «Огонёк» и пр.).
Навричевский — летописец истории Донбасса, автор многих фоторепортажей, портретов известных людей, рабочих и крестьян, участник и лауреат многих областных, республиканских и международных фотовыставок.
Распоряжением Президента Украины Виктора Ющенко № 304/2006-рп от 10 августа 2006 года Григорию Навричевскому была назначена пожизненная государственная стипендия для выдающихся деятелей информационной области.
Умер 5 декабря 2009 года. Похоронен на Мушкетовском кладбище.
В Донецком музее фотожурналистики и фототехники есть стенд, посвящённый жизни и творчеству Григория Лазоревича. В 2018 году в честь 10-летия музея ГП «Почта Донбасса» выпустило малый лист марок, посвященных музею. На купоне в правом нижнем углу малого листа были размещены портрет фотографа и надпись «Григорий Лазаревич Навричевский (1928—2009)».
Племянник — оперный певец (тенор) Феликс Лившиц. Двоюродный брат — фотожурналистЕвгений Халдей.
- Фотографы Григорий Навричевский и Сергей Федоренко
- Обложка книги Анастасии Федоренко «Большая книга жизни. Григорий Навричевский»

## Награды
- Заслуженный работник культуры Украины
- Орден «За заслуги» III степени
- медали
- Заслуженный журналист Украины
- лауреат регионального конкурса «Золотой Скиф» (за книгу «ДОНБАСС: эпоха в лицах»)
- знак «Шахтёрская слава» 3-х степеней
- премия «Золотое перо Донбасса»